# Kommissarin Heller: Tod am Weiher
Tod am Weiher ist die erste Folge der Kriminalfilmreihe Kommissarin Heller des ZDF. Die Rolle der Ermittlerin wird von Lisa Wagner gespielt. Die Premiere war beim Filmfest München 2013, die Erstausstrahlung im ZDF folgte am 12. April 2014.

## Handlung
Kriminalkommissarin Winnie Heller lässt sich von Köln nach Wiesbaden versetzen, weil sie sich dort besser um ihre kranke Schwester kümmern kann, die nach einem vom Vater verschuldeten Autounfall in einer Wiesbadener Klinik im Koma liegt. Ihr neuer Kollege Hendrik Verhoeven kommt mit ihr zunächst nicht gut zurecht; ihm ist die junge Kommissarin zu forsch und eigensinnig. Verhoeven würde den aktuellen Fall gern sofort abschließen, denn dieser scheint zunächst ganz klar: Eine junge Frau liegt tot in ihrem Schlafzimmer und deren Ehemann Jasper Fennrich gesteht die Tat. Merkwürdig ist, dass er seine Ehefrau offenbar seit fünfzehn Jahren von der Außenwelt abschirmte und die Leiche zahlreiche Knochenbrüche aus Kindertagen aufweist. Heller treibt ihre Ermittlungen jedoch hartnäckig voran, weil sie verstehen möchte, was hinter diesem Fall steckt.
Parallel zum Fall der toten jungen Frau ermittelt die Kripo noch in einem zweiten Fall, bei dem es um ein kleines Mädchen geht, das auf einem Kinderspielplatz vor den Augen seiner Mutter spurlos verschwunden ist. Aufgrund einiger Indizien vermutet Heller einen Zusammenhang beider Fälle. Zwar taucht das Kind nach einigen Tagen verstört wieder auf, aber unmittelbar danach wird ein zweites Mädchen unter ähnlichen Umständen vermisst. Am Ende stellt sich heraus, dass beide Mädchen von einem pädophilen Studenten entführt worden sind. Heller rettet das zweite Mädchen und gerät dabei selbst in Gefahr, als sie von dem Täter kurz als Geisel genommen wird, bevor dieser von weiteren Polizeikräften überwältigt werden kann.
Schlussendlich stellt sich heraus, dass Jasper Fennrich seine Ehefrau tatsächlich getötet hat, weil er glaubte, sie habe mit dem Verschwinden der Mädchen etwas zu tun. Seine Frau wurde als Kind von der eigenen Mutter körperlich schwer misshandelt. Die Mutter litt unter dem Münchhausen-Stellvertretersyndrom und fügte ihren Kindern schwere Verletzungen zu, um anschließend medizinische Behandlung zu verlangen und sich übertrieben um sie kümmern zu können.

## Hintergrund
Winnie Heller ermittelt unkonventionell. Als Persönlichkeit wirkt sie hartnäckig und zielstrebig, aber auch verletzlich. Hendrik Verhoeven ist der konventionellere Part des Ermittlerduos. Besonders am Anfang wirkt er wenig innovativ und möchte den Fall schnell zu den Akten legen. Eine Partnerin, die mit ihren Fischen spricht, ist ihm suspekt.
Der Film wurde 2012/2013 von der Ziegler Film GmbH & Co. KG (Berlin + Köln) produziert. Seine Uraufführung erfolgte am 1. Juli 2013 beim Filmfest München in der Reihe Neues deutsches Fernsehen.

## Kritik
TV-Kritiker Rainer Tittelbach findet, dass die neue Kommissarin bei der Kripo Wiesbaden „nicht nur heller als ihr etwas bräsiger Kollege ist, sie heißt auch so: Winnie Heller“. Der Auftakt „Tod am Weiher“ könne sich sehen lassen, so Tittelbach. Der Film sei „spannend und clever konstruiert, insgesamt [...] dürfte [...] noch einiges mehr zu erwarten sein“.
Kino.de hebt besonders die emotionale und psychologische Spannung hervor. Es gelinge der Regisseurin, mit „einschlussartige[n] und akustisch entsprechend unterlegte[n] optische[n] Verfremdungen [...] eine Thriller-Atmosphäre herzustellen“.

## Auszeichnungen
Für ihre Rolle in Tod am Weiher bekam Lisa Wagner den Hessischen Fernsehpreis 2013.